# Luigi Boria
Luigi Boria (Caracas, Venezuela, 23 de abril de 1958) es un empresario y político venezolano. Es el segundo alcalde de una ciudad de los Estados Unidos nacido en Venezuela y miembro vitalicio de la Asociación Nacional de Oficiales Latinos Electos (NALEO por sus siglas en inglés) . Es conocido por ser el fundador y liderar la empresa internacional TWC-The Wise Computer , empresa distribuidora en Latinoamérica de computadoras, impresoras, partes y accesorios de computadoras.

## Reseña biográfica

### Nacimiento e infancia
Venezolano de padres italianos que emigraron a Venezuela en busca de una mejor vida. Completó su educación primaria y secundaria en el sistema educativo público de Caracas.

### Comienzos
En 1976, Luigi empieza a trabajar en General Motors de Venezuela para pagar sus estudios universitarios de la Universidad Católica Andrés Bello en Venezuela. Fue aquí donde, en 1982, completó su Licenciatura en Contaduría Pública (Contabilidad). En 1983, fundó su primera empresa comercializadora de computadoras en Caracas, llamada TMC-The Magic Computer.
Es en 1989 cuando Luigi decide emigrar con su familia a los Estados Unidos y expandir su negocio a Latinoamérica. Él y su familia se asentaron en Doral, Florida donde Luigi abrió su segunda compañía TWC-The Wise Computer, distribuidor y mayorista de computadoras, impresoras,  partes y accesorios para computadoras. Después de 27 años, TWC emplea a más de 30 personas en la ciudad del Doral.

### Carrera política
Luigi y su familia se han residenciado en la ciudad del Doral por más de 27 años y es su aprecio por esta nueva ciudad que les abrió las puertas lo que lo inspiró a lanzarse para Concejal del Doral en 2010 y para Alcalde del Doral en 2012.
Sus logros incluyen:
- Alcalde de la Ciudad del Doral (2012 – 2016).
- Miembro de por vida de la Asociación Nacional de Oficiales Latinos Electos NALEO (primer venezolano en ser Alcalde en los Estados Unidos).[2]
- Junta de Directores del Comité de Asuntos y Transporte Internacionales. Conferencia de Alcaldes de Estados Unidos.[5]
- Miembro del Comité de Negocios - Liga de Ciudades de Florida.[6]
- Miembro del Comité de Transporte - MDCLC.[7]
- Miembro del Comité de Aviso de Transporte para Ciudadanos (CTAC).[8]
- Junta de Directores - Consejo Guía (Beacon Council) del Miami-Dade County.[9]
- Concejal de la Ciudad del Doral (2012-2014).[10]

## Vida personal
En 1982, luego de graduarse de contador de la Universidad Católica Andrés Bello en Venezuela, Luigi contrae matrimonio con su novia de la universidad, Graciela Boria, la cual es la fundadora de la Fundación Doral Pro-Health , fundación sin fines de lucro que busca brindar educación en temas de salud, métodos de prevención y atención primaria a todos aquellos que lo necesiten en el área del condado de Miami-Dade. Juntos, Luigi y Graciela Boria han estado casados 34 años y han tenido dos hijos, Alexander y María Lorena Boria, los cuales les han brindado 5 nietos.

### Otros afines
Luigi Boria fue Presidente de la Asociación Westport durante 23 años (1986-2009), Presidente de la Asociación de Dueños de Hogares de Doral Fairway durante 5 años (2004-2009), y Director de la Escuela de Negocios Joseph (2009-2015). Es también un importante miembro de la comunidad cristiana, siendo profesor de Biblia de la Iglesia Alpha & Omega desde 2005 y pastor licenciado de esta Iglesia desde el año 2007. 

## Premios y reconocimientos
- Doctorado Honoris Causa - Teología y Divinidad (Logos University)[17]
- Doctorado Honoris Causa - Administración de Empresas Pública (Universidad Autónoma del Caribe, 2015)[18][19]